# Iridopsis albescens
Iridopsis albescens är en fjärilsart som beskrevs av Louis Beethoven Prout 1910. Iridopsis albescens ingår i släktet Iridopsis och familjen mätare. Inga underarter finns listade i Catalogue of Life.